# The Wombles
The Wombles sont des créatures fictives, couvertes de fourrure et au nez pointu, créées par Elisabeth Beresford (en). Elles apparaissent à l'origine dans une série de romans pour enfants de 1968. Ils vivent dans des terriers et cherchent à aider l'environnement en collectant et en recyclant les déchets de manière créative. Bien que les Wombles vivent dans tous les pays du monde, les histoires de Beresford concernent principalement la vie des habitants du terrier de Wimbledon Common à Londres, en Angleterre. 
Les personnages ont acquis une plus grande visibilité nationale au Royaume-Uni au milieu des années 1970 en raison de la popularité d'une série télévisée pour enfants produite par la BBC. Diffusée entre 1973 et 1975, elle utilisait l'animation en stop-motion. Un certain nombre de chansons dérivées de la série sont également devenues des succès dans les charts musicaux britanniques. Le groupe pop The Wombles était l'idée du chanteur et compositeur britannique Mike Batt. 
La devise des Wombles est « Make Good Use of Bad Rubbish » (« Faites bon usage des mauvais déchets »). Ce message respectueux de l'environnement était le reflet du mouvement écologique grandissant des années 1970. 

## Romans
Cinq romans et un recueil de nouvelles ont été écrits par Beresford : 
- (en) The Wombles, 1968
- (en) The Wandering Wombles, 1970
- (en) The Wombles at Work, 1973
- (en) The Invisible Womble and Other Stories, 1973
- (en) The Wombles to the Rescue, 1974
- (en) The Wombles Go Round the World, 1976

## Adaptations
Les romans sont adaptés en deux séries télévisées et un film.
Une série animée en stop-motion, The Wombles (en), est diffusée sur BBC1 entre 1973 et 1975. Étalée sur deux saisons, les 60 épisodes durent chacun moins de cinq minutes. La narration et le doublage des personnages sont réalisés par l'acteur Bernard Cribbins. Cette série a elle-même été adaptée en jeu vidéo, également intitulé The Wombles.
Wombling Free (en) est un film en prise de vue réelle et basé sur la première série. Sorti en 1977, il est réalisé par Lionel Jeffries avec Bonnie Langford, David Tomlinson et Frances de la Tour comme acteurs principaux dans les rôles des Wombles de la famille Frogmorton.
Une deuxième série animée en stop-motion, reprenant le même titre que la première The Wombles (en), est diffusée entre 1997 et 2000. Elle est composée de 52 épisodes de 10 minutes chacun.

## Mascotte
De 2000 à juin 2003, le Wimbledon F.C. a utilisé un Womble nommé « Wandle » comme mascotte, du nom de la rivière locale Wandle. Après le déménagement du club en 2002 à Milton Keynes, la licence du personnage n'est pas renouvelée au-delà de juin 2003.